# Deleornis fraseri
Deleornis fraseri е вид птица от семейство Нектарникови (Nectariniidae).

## Разпространение
Видът е разпространен в Ангола, Камерун, Централноафриканска република, Република Конго, Демократична република Конго, Кот д'Ивоар, Екваториална Гвинея, Габон, Гана, Гвинея, Либерия, Мали, Нигерия, Сиера Леоне, Танзания, Того и Уганда.